# 莱德费
莱德费（法語：Les Deux-Fays，法語發音：[le dø fɛ]）是法国汝拉省的一个市镇，属于隆斯勒索涅区。

## 地理
莱德费（46°52'56"N, 5°28'56"E）面积6.77 平方千米，位于法国勃艮第-弗朗什-孔泰大區汝拉省，该省份为法国东部内陆省份，北起上索恩省，西北接科多尔省，西临索恩-卢瓦尔省，南至安省，东与杜省和瑞士接壤。
与莱德费接壤的市镇（或旧市镇、城区）包括：比耶夫莫兰、富勒奈、尚普鲁日耶、拉沙萨涅、塞尔热诺、塞尔热农。

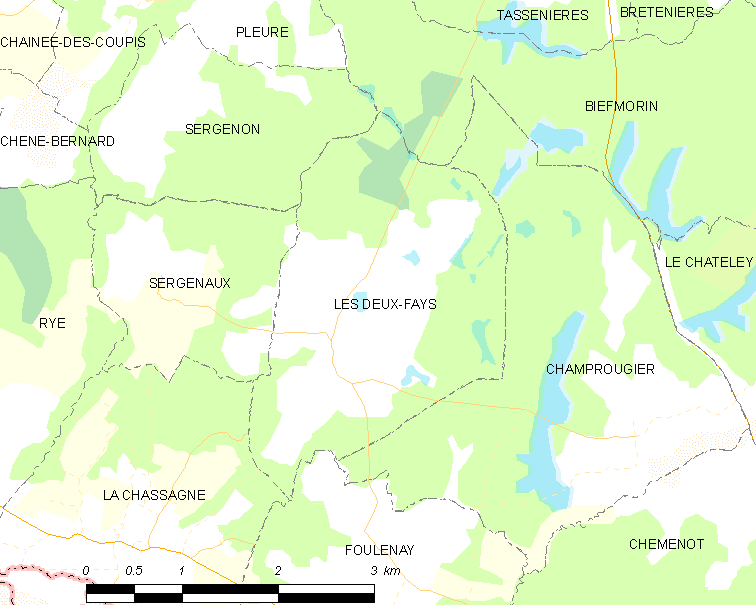
莱德费的OSM定位图

莱德费的时区为UTC+01:00、UTC+02:00（夏令时）。

## 行政
莱德费的邮政编码为39230，INSEE市镇编码为39196。

## 政治
莱德费所属的省级选区为布莱特朗县。

## 人口

1962-2008年间莱德费人口变化图示

莱德费于2022年1月1日时的人口数量为121人。